# Victor Shaka
Victor Shaka (né le 1er mai 1975) est un footballeur nigérian. Il est attaquant.